# Leiolopisma fasciolare
Leiolopisma fasciolare är en ödleart som beskrevs av  Girard 1858. Leiolopisma fasciolare ingår i släktet Leiolopisma och familjen skinkar. Inga underarter finns listade i Catalogue of Life.